# Adolphe Vincent (militaire)
Pour l'homme politique, voir Adolphe Vincent.
Adolphe Alfred Albert Vincent, né à Brest le 17 septembre 1854 et mort le 9 juin 1919 à Saint-Marc, est un officier français, connu pour sa participation au siège de Tuyên Quang au sein de la Légion étrangère.

## Biographie

### Première carrière et démission
Fils d'un ancien capitaine de frégate, issu de la petite bourgeoisie brestoise, Adolphe Vincent intègre l'école spéciale militaire de Saint-Cyr en 1873. À sa sortie, il est nommé sous-lieutenant au 116e régiment d'infanterie de ligne à Vannes. Malgré un début de carrière prometteur, ses supérieurs notent son manque de zèle. Après une escapade avec une femme mariée en novembre 1880, Adolphe Vincent préfère démissionner en décembre avant que ses supérieurs ne le fassent passer en conseil militaire.

### La Légion étrangère
Il s'engage le 26 mai 1881 dans la Légion étrangère, comme sous-lieutenant à titre étranger. Affecté au 2e régiment étranger en Algérie, sous les ordres du colonel de Négrier, il participe de juillet 1881 à décembre 1882 à la lutte contre la révolte de Cheikh Bouamama.

### La guerre au Tonkin
En septembre 1883, il est muté au Tonkin, en pleine guerre franco-chinoise. Il fait partie en octobre 1884 de la colonne de secours envoyée vers la forteresse de Tuyên Quang menacée par les Chinois et les Pavillons noirs. Après la victoire de Yu Oc le 19 novembre 1884, où le sous-lieutenant Vincent est blessé à l'épigastre par une balle, les forces françaises rejoignent Tuyên Quang, dont le siège débute le 23 novembre 1884. Environ dix mille Chinois et les Pavillons progressent peu à peu vers les positions tenues par les 600 Français. Le 12 et le 13 février 1885, la section commandée par Adolphe Vincent repousse deux assauts nocturnes chinois. Le 22 février, il se porte au secours des défenseurs d'une brèche à l'ouest de la forteresse quand il saute sur une mine de sape chinoise. Laissé pour mort mais ramené au poste de soin français, il se réveille après deux jours de coma.
Après la fin du siège, Adolphe Vincent est nommé sous-lieutenant le 18 mars, est fait chevalier de la Légion d'honneur le 17 mai, cité à l'ordre du corps expéditionnaire du Tonkin le 22 mai et reçu comme officier à titre français le 2 juillet.

### Retour en Algérie
Après avoir quitté le Tonkin le 5 juin 1855, il part au repos en Métropole. Il est ensuite, en octobre, muté dans un dépôt du 2e étranger à Oran puis chef de détachement à Beni Fouda. Malgré une rémission physique, les séquelles psychologiques le conduisent à l'alcoolisme.

### Service médiocre en France
Le 14 septembre 1888, le lieutenant Vincent quitte la Légion et est affecté au 118e régiment d'infanterie de Quimper où l'alcool l'empêche d'être efficace. Muté en mai 1890 au 22e régiment d'infanterie de Lyon, il donne satisfaction quelques mois avant de replonger. Mis en non-activité sans solde le 28 avril 1891, il manifeste le désir de s'amender et est réintégré le 10 juillet 1892, rejoignant le 116e régiment d'infanterie. Nommé capitaine à l'ancienneté en 1894, il se révèle inapte aux tâches d'administration qui lui sont confiées et qui demandent de la vigilance. Il reçoit en 1895 le commandement d'une compagnie mais, note son colonel, il fait « plutôt acte de présence qu’il n’exerce son autorité ». Le 23 mai 1896, complètement ivre lors d'une manœuvre, il est mis 30 jours aux arrêts puis muté en juillet au 64e régiment d'infanterie.

### Vie de famille et amélioration
Il se marie le 24 août 1896 avec Marguerite Marie Lucie Jeanne Ropert, avec qui il a deux enfants. Adolphe Vincent se révèle en parallèle un meilleur capitaine, mais sans ambition, « passable ». Mis en non-activité pour infirmité temporaire le 24 mars 1902, il passe à la retraite deux ans plus tard.